# Yusuke Maeda
Yusuke Maeda (født 23. november 1984) er en japansk fodboldspiller.